# Petróleumlámpa / Gyöngyhajú lány
A Petróleumlámpa / Gyöngyhajú lány az Omega együttes kislemeze, melyet 1970-ben adtak ki. Az anyag az együttes legendás nagylemezének, a 10000 lépésnek két első dalát, egyben legnagyobb slágerét tartalmazza. Mindkét dal óriási siker volt, a Gyöngyhajú lányt később sokan feldolgozták (külföldi előadók is), mondhatni, egy nemzedék "himnuszává" vált. 
A dalok zeneszerzője Presser Gábor, a szövegeket Adamis Anna írta. 
A lemezt 1977-ben újra kiadták.

## Dalok
- A oldal: Petróleumlámpa (Presser Gábor – Adamis Anna)
- B oldal: Gyöngyhajú lány (Presser Gábor – Adamis Anna)